# Garoua-Boulaï
Ne doit pas être confondu avec Garoua.
Garoua-Boulaï est une ville du Cameroun située dans la région de l'Est et le département du Lom-et-Djérem, à la frontière avec la République centrafricaine. Dans le contexte de la troisième guerre civile centrafricaine, elle accueille plusieurs milliers de réfugiés venus de République centrafricaine.

## Population
Lors du recensement de 2018, la commune comptait 70 368 habitants, dont 22 410 pour Garoua-Boulaï Ville.

## Structure administrative de la commune
Outre Garoua-Boulaï proprement dit, la commune comprend les localités suivantes :
- Abbo-Boutila ;
- Badan ;
- Bindiba ;
- Dabolé ;
- Gado-Badzéré ;
- Gandong ;
- Garoua-Bethel ;
- Gbabio ;
- Illa ;
- Komboul ;
- Mbassi ;
- Mbonga ;
- Mborguené (Garoua-Boulaï) ;
- Mboussa ;
- Mombal ;
- Nagonda ;
- Nanamoya ;
- Nandongué ;
- Nganko ;
- Sabal-Sud ;
- Taparé ;
- Yoko-Siré ;
- Zamboi.

## Histoire

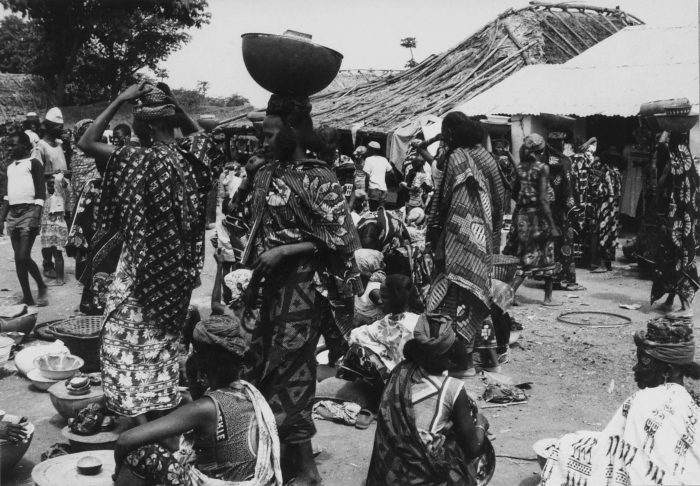
Marché de Garoua Boulai (1965)

- La commune de Garoua-Boulaï a été créée en juin 1977.
- En raison de sa situation frontalière, la commune accueille des réfugiés centrafricains depuis le début des années 2000. En mars 2014, un important camp de réfugiés centrafricains est établi à Gado-Badzéré, localité située sur le territoire de la commune[3].

## Urbanisme et services publics
La localité dispose d'une centrale électrique isolée exploitée par Enéo d'une capacité installée de 1 600 kW construite en 1997.

## Tourisme

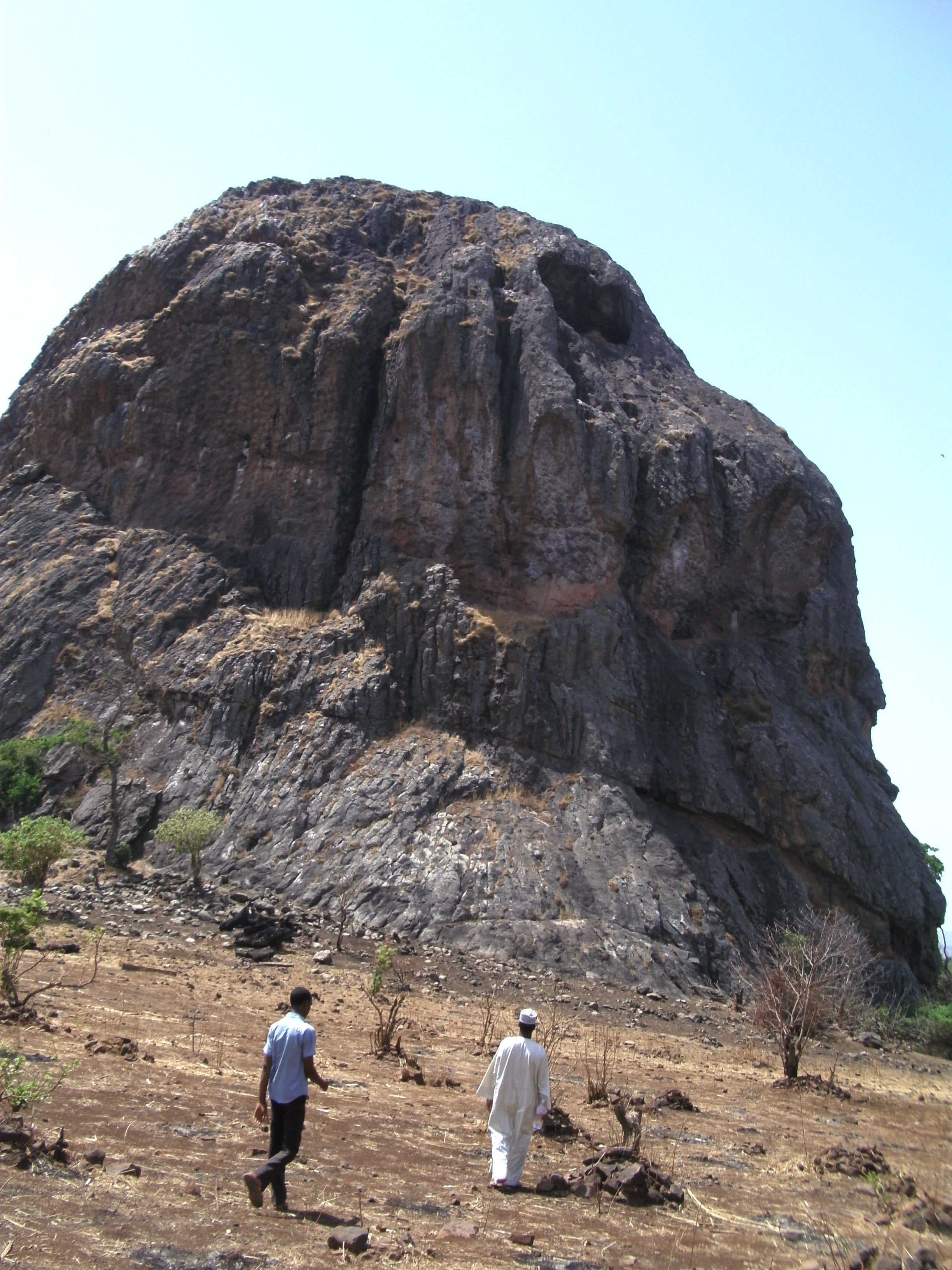

## Transport
Deux routes transafricaines se croisent en Garoua-Boulaï:
1. Transafricaine 3, Tripoli - Le Cap
2. Transafricaine 8, Lagos - Mombasa